# Synchlora rubivora
Synchlora rubivora är en fjärilsart som beskrevs av Riley 1869. Synchlora rubivora ingår i släktet Synchlora och familjen mätare. Inga underarter finns listade i Catalogue of Life.